# Observatori Naval dels Estats Units
L'Observatori Naval dels Estats Units (en anglès: United States Naval Observatory o USNO) és una de les agències científiques més antigues dels Estats Units. Es troba al quadrant nord-oest de Washington DC i és un dels pocs observatoris localitzat en una zona urbana. Quan fou construït es trobava lluny de la contaminació lumínica generada pel que llavors era una ciutat petita.
Una casa situada al terreny de l'observatori és la residència oficial del vicepresident dels Estats Units des de 1974.

## Història
S'inaugurà el 1830 amb el nom de Depot of Charts and Instruments (Dipòsit de cartes de navegació i instruments). El 1842 es convertí en observatori nacional gràcies a una llei federal. El projecte va ser assignat a James Melville Gilliss.
La missió principal de l'observatori era tenir cura dels cronòmetres, les cartes de navegació i d'altres objectes de navegació de la Marina dels Estats Units d'Amèrica. Hi calibraven els cronòmetres dels vaixells mesurant el temps de trànsit dels estels a través del meridià. Tot i que en un principi es trobava al centre de la ciutat a Foggy Bottom (prop del Kennedy Center), l'observatori es traslladà a la seva nova ubicació el 1893, a la cima Observatori, sobre l'avinguda Massachusetts, enmig de terrenys perfectament circulars.
El primer superintendent fou el comandant de l'armada Matthew Fontaine Maury. Maury tingué la primera bola horària vulcanitzada, creada amb les seves especificacions per Charles Goodyear per l'Observatori Nacional. Fou la primera bola horària dels Estats Units, i la número 12 al món. Maury mantenia el temps precís amb l'ajut dels estels i els planetes. Quan la bola horària queia, una bandera s'hisava mecànicament per permetre els vaixells i la gent saber el temps exacte. Així, el temps no es mantenia només per a Washington DC, sinó per tots els estats de la Unió a través del telègraf. El temps també es "venia" a les companyies de ferrocarrils i s'emprava en conjunció amb cronòmetres de ferrocarrils per planejar el transport de trens. A principis del segle xx, l'Arlington Time Signal comença a emetre aquest servei pels receptors sense fils.
Els noms d'Observatori Nacional (National Observatory) i d'Observatori Naval (Naval Observatory) s'empraren alhora durant 10 anys, fins que una regla determinà que només s'emprés el terme Observatori Nacional. El president John Quincy Adams va voler que es digués Observatori Nacional. John Quincy Adams passà moltes nits a l'observatori amb Maury, observant i catalogant estels, perquè sempre fou l'astronomia una afició d'Adams (per aquesta mateixa raó aprovà una llei per la creació d'un observatori nacional just abans d'acabar amb el seu lideratge presidencial).
Actualment, com en el passat, el modern Observatori Naval dels Estats Units continua essent una autoritat en les àrees de manteniment del temps i l'observació celeste. En col·laboració amb el laboratori Rutherford Appleton, determina el temps i les dades astronòmiques necessàries per una navegació precisa i astronomia fundamental, i distribueix aquesta informació al The Astronomical Almanac. Però potser és més conegut pel gran públic per la seva alta presició en l'ensamblatge de rellotges atòmics i pel canvi en l'any 2000 de la seva bola horària.
Des del 1974, la casa situada a la rotonda de l'Observatori número 1, una casa que es troba en els terrenys de l'observatori (anteriorment la residència del superintendent), ha estat la residència oficial del vicepresident dels Estats Units.